# Dariusz Baranowski
Dariusz Baranowski (Wałbrzych, Voivodat de Baixa Silèsia, 22 de juny de 1972) va ser un ciclista polonès, professional del 1996 al 2012. En el seu palmarès destaca un Campionat nacional en ruta i tres victòries finals a la Volta a Polònia. Va participar en dos Jocs Olímpics d'estiu.
El seu nom va aparèixer a l'anomenada Operació Port, una xarxa de dopatge de diferents esportistes.

## Palmarès
- 1991
  - 1r a la Volta a Polònia i vencedor d'una etapa
  - Vencedor d'una etapa a la Cursa de la Pau
- 1992
  - 1r a la Volta a Polònia i vencedor d'una etapa
- 1993
  - 1r a la Volta a Polònia
  - 1r a la Cursa de la Solidaritat Olímpica
- 1994
  - Vencedor de 2 etapes a la Volta a Renània-Palatinat
- 1995
  - Vencedor d'una etapa a la Volta a la Baixa Saxònia
- 1996
  - 1r al Gran Premi François-Faber
  - 1r al Tour of Willamette i vencedor de 3 etapes
- 1997
  -  Campió de Polònia en contrarellotge
  - 1r a la Redlands Bicycle Classic i vencedor d'una etapa
- 2002
  - 1r al Gran Premi MR Cortez i vencedor d'una etapa
- 2008
  - 1r al Pomorski Klasyk
- 2011
  - Vencedor d'una etapa al Czech Cycling Tour

### Resultats al Tour de França
- 1997. 87è de la classificació general
- 1998. 12è de la classificació general
- 2000. 30è de la classificació general
- 2002. 24è de la classificació general
- 2004. 94è de la classificació general

### Resultats al Giro d'Itàlia
- 2000. 22è de la classificació general
- 2003. 12è de la classificació general
- 2005. 57è de la classificació general
- 2006. Abandona

### Resultats a la Volta a Espanya
- 2001. 34è de la classificació general
- 2004. 33è de la classificació general
- 2005. 79è de la classificació general